# Heiner Brand
Pour les articles homonymes, voir Brand.
Heiner Brand, né le 26 juillet 1952 à Gummersbach, Allemagne, est un ancien joueur puis entraîneur de handball allemand. Il a notamment été sélectionneur de l'équipe d'Allemagne pendant 14 ans. Avec son homologue russe Vladimir Maksimov et français Didier Dinart, il est le seul à avoir été champion du monde en tant que joueur, puis en tant qu'entraîneur, dans cette discipline.

## Notoriété
Heiner Brand est très populaire en Allemagne. Sa notoriété tient en grande partie à sa moustache, qui lui vaut d'être associé à de nombreux sponsors. Il apparaît notamment en 2009 dans un spot publicitaire pour Toyota, en compagnie d'Oliver Kahn.

## Palmarès de joueur

### En club
Compétitions internationales
- Vainqueur de la Coupe des clubs champion (2) : 1974, 1983
- Vainqueur de la Coupe des vainqueurs de coupe (2) : 1978, 1979

Compétitions nationales
- Vainqueur du Championnat d'Allemagne (6) : 1973, 1974, 1975, 1976, 1982, 1983
- Vainqueur de la Coupe d'Allemagne (4) : 1977, 1978, 1982, 1983

### En sélection nationale
- Médaille d'or du Championnat du monde 1978
- 4e place aux Jeux olympiques de 1976 à Montréal
- 131 sélections pour 231 buts marqués en équipe d'Allemagne

## Palmarès d'entraîneur

### En club
Compétitions internationales
- Finaliste de la Coupe des clubs champions en 1993 (avec SG Wallau/Massenheim)

Compétitions nationales
- Vainqueur du Championnat d'Allemagne (3) : 1988, 1991 (avec VfL Gummersbach) ; 1993 (avec SG Wallau/Massenheim)
- Vainqueur de la Coupe d'Allemagne (1) : 1993 (avec SG Wallau/Massenheim)

### En sélection nationale
- Jeux olympiques
  -  Médaille d'argent aux Jeux olympiques de 2004 à Athènes
  - 5e place aux Jeux olympiques de 2000 à Sydney
  - 9e place aux Jeux olympiques de 2008 à Pékin
- Championnats du monde
  -  Médaille d'or du Championnat du monde 2007
  -  Médaille d'argent du Championnat du monde 2003
  - 5e place au Championnat du monde 2009
  - 11e place au Championnat du monde 2011
- Championnats d'Europe
  -  Médaille d'or du Championnat d'Europe 2004
  -  Médaille d'argent du Championnat d'Europe 2002
  -  Médaille de bronze du Championnat d'Europe 1998
  - 4e place au Championnat d'Europe 2008
  - 5e place au Championnat d'Europe 2006
  - 9e place au Championnat d'Europe 2000
  - 10e place au Championnat d'Europe 2010
- Autres
  - Vainqueur de la Supercoupe des nations (3) : 1998, 2001, 2009

### Distinctions
- élu entraîneur de handball de l'année en Allemagne (de) (7) : 1998, 2002, 2003, 2004, 2006, 2007, 2008
- inscrit au Temple de la renommée du sport allemand (de) en 2007